# ブレイブハート
『ブレイブハート』（原題: Braveheart）は、1995年のアメリカ映画。メル・ギブソン主演・監督。
スコットランドの独立のために戦った実在の人物ウィリアム・ウォレスの生涯を描いた歴史映画である。
1996年の第68回アカデミー賞においてアカデミー作品賞、アカデミー監督賞、アカデミー音響効果賞、アカデミーメイクアップ賞、アカデミー撮影賞の5部門を受賞した。

## あらすじ
1280年・スコットランド、残虐で冷酷なイングランド王エドワード1世の侵略によって家族を殺害されるも、難を逃れたウィリアム・ウォレス。成人して彼は故郷に戻り、そこで幼なじみのミューロンと恋に落ち、結婚する。しかし彼女はイングランド兵の手によって殺害される。ウォレスは復讐を決意、圧政に苦しむスコットランドの民衆の支持もあり、抵抗運動は熱を帯びていく。
ウォレス率いる反乱軍は連勝を重ね、逆にイングランド領のヨークを占領し、エドワードの甥を殺害するまでに至る。ウォレスはこれを独立の好機として、スコットランドの王位継承者と目されるロバート・ザ・ブルースをはじめとする支配者層にも蜂起を促す。だが、権益を保持したい貴族たちは土壇場でウォレスを裏切り、反乱軍は大敗を喫する。辛くも生き延びたウォレスは行方を眩まし、各地でゲリラ戦を展開、イングランドに協力的な貴族を殺害するなど抵抗を続けた。
数年後、ロバートの父の謀略によってウォレスは遂に捕らえられ、イングランドに引き渡される。反逆の咎で死刑を宣告されても尚、エドワードへの臣従を拒むウォレスの意志は変わらなかった。ロンドンで行われた公開処刑は四肢を折られ、内臓を抉り出されるという凄惨なものだった。イングランドの民衆はどれ程の辱しめを受けようとも屈しないウォレスの勇気に心を打たれ、慈悲を乞うに至る。首を切り落とされる間際まで、祖国の自由を叫びながらウォレスは息絶える。
ウォレスの死後、バノックバーンでイングランド軍と対峙したロバートは、そこでウォレスの意志を受け継ぐ決意を示し、共に戦おうと民衆に呼び掛けた。ウォレスの形見のクレイモアが見守る中、ロバートに率いられたスコットランドの勇士たちは果敢に戦い、自由を勝ち取った。

## キャスト
| 役名                   | 俳優                     | 日本語吹替 | 日本語吹替 |
| 役名                   | 俳優                     | ソフト版 | テレビ朝日版 |
| ---------------------- | ------------------------ | --- | --- |
| ウィリアム・ウォレス   | メル・ギブソン           | 大塚明夫 | 山寺宏一 |
| イザベラ               | ソフィー・マルソー       | 玉川紗己子 | 佐々木優子 |
| エドワード1世          | パトリック・マクグーハン | 内田稔 | 山内雅人 |
| ミューロン             | キャサリン・マコーマック | 日野由利加 | 日野由利加 |
| ハミッシュ・キャンベル | ブレンダン・グリーソン   | 星野充昭 | 塩屋浩三 |
| キャンベル             | ジェームズ・コスモ       | 糸博 | |
| スティーヴン           | デヴィッド・オハラ       | 伊藤栄次 | 中田和宏 |
| モーネイ               | アラン・アームストロング | 伊藤和晃 | |
| ロバート・ザ・ブルース | アンガス・マクファーデン | 古田信幸 | 森田順平 |
| エドワード王子         | ピーター・ハンリー       | 中原茂 | 鳥海勝美 |
| 少年時代のウォレス     | ジェームズ・ロビンソン   | 亀井芳子 | 津村まこと |
| マルコム・ウォレス     | ショーン・ローラー       | 田原アルノ | |
| ジョン・ウォレス       | サンディ・ネルソン       | | |
| アーガイル・ウォレス   | ブライアン・コックス     | 石波義人 | |
| ロバート・ブルース卿   | イアン・バネン           | 大木民夫 | |
| モリソン               | トミー・フラナガン       | | |
| ステュワート           | ドナル・ギブソン         | | |
| ベテラン               | ピーター・マラン         | | |
|                        |                          | 柳沢栄治 稲葉実 牛山茂 伊井篤史 水野龍司 松本保典 深水由美 定岡小百合 辻親八 高瀬右光 宝亀克寿 大黒和広 棚田恵美子 北村弘一 | 大木民夫 中庸助 田中正彦 金尾哲夫 秋元羊介 千田光男 佐々木敏 藤巻恵理子 御友公喜 中澤やよい 手塚秀彰 諸角憲一 糸博 廣田行生 坂口哲夫 田中亮一 後藤敦 田村真紀 伊藤栄次 中博史 中田雅之 緒方文興 石塚運昇 |
|                        |                          | | |
| 演出                   |                          | 岩見純一 | 福永莞爾 |
| 翻訳                   |                          | 栗原とみ子 | 鈴木導 |
| 調整                   |                          | 蝦名恭範 | 山田太平 |
| 効果                   |                          | | リレーション |
| 制作                   |                          | ACクリエイト | ムービーテレビジョン |

- ソフト版：VHS・DVD・BD収録
- テレビ朝日版：初回放送1999年1月31日『日曜洋画劇場』21:00-23:40（正味約150分）

※20世紀フォックス ホーム エンターテイメント ジャパンより、2018年11月3日発売の4K ULTRA HD Blu-ray＋ Blu-ray Discに全2種類の吹替版を収録。

## 制作にまつわるエピソード
- 映画の大部分は、スコットランドではなくアイルランドで撮影された。映画の中に登場する城郭の中の一つは、明らかにミース県にあるトリム城である。また、映画の中でみられる山岳風景の大部分は、ウィックロー県のウィックロー山地である。他には、同じくアイルランドのキルマショーグ山とジョウス山の景色を、映画の中で見ることができる。
- 一般兵士として出演したエキストラたちがサングラスをかけていたり腕時計をしていたため、主要な戦闘場面のかなりの部分を再撮影しなければならなかった。ある場面では背後に走行している白色の乗用車（バン）が映ったままになっている。
- スターリング・ブリッジの戦いの撮影だけに、およそ6週間が費やされた。実際、この一連のシーンが90分強の映画の約半分の時間を占めている。
- メル・ギブソンはいたずら好きとして知られているが、ウォレスの父の葬儀などのいくつかのシーンを、エルマー・ファッドのモノマネをしながら監督したという。そのせいで、多くの役者たちがシーンの途中で笑い出してしまうなど、NGを出した。

## 史実との相違
- 『ブレイブハート』のプロットは、ウィリアム・ウォレスとフランス王女イザベラとの間のロマンスを含んでいる。映画では、彼女がウォレスの処刑の際に妊娠しており、後のエドワード3世にウォレスの血脈が繋がったことが暗示されている。歴史的には、イザベラは当時まだ10歳頃でフランスにおり、もちろんウォレスとの面識はない。さらに彼女はウォレスの死から3年後、既に戴冠したエドワード2世に嫁いでおり、王太子としてのエドワードと結婚したわけではない。エドワード3世はウォレスの死から7年後の1312年に生まれており、ウォレスの息子ではありえない[3]。
- スターリング・ブリッジの戦いは最初の大規模な戦闘シーンであるが、史実では川の橋上で行われた戦闘が、映画では原野となっている。ヒストリーチャンネルのインタビューによると、本当は橋を作って撮りたかったのだが時間も予算もなかったので諦めたと述べている。
- オープニングの説明において、「スコットランドの王が跡継ぎを残すことなく死去した」「スコットランド 1280年」とあるが、これは正確ではない。厳密には、当時のスコットランド王アレグザンダー3世は1286年まで存命であり、しかも国家は即座に乗っ取られたわけではなかった（アレグザンダー3世の孫娘マーガレットが半ば形式的ではあるが1290年の死まで女王として在位している）。
- 映画では、エドワード1世がウォレスの処刑と同時に死んだように描かれている。しかし、ウォレスがウェストミンスターで処刑されたのは1305年で、エドワード1世が死んだのは1307年と伝えられており、実際には2年間の開きがある。エドワード1世は、ロバート・ブルースがスコットランドで独立のための戦いを始めた最中に死去している。
- この映画では、ウォレスに従うローランダーたちがキルトを着けているが、普通ローランドではキルトは着けない上、そもそもキルトがスコットランドの民族衣装扱いされるのはもっと後の時代である。また、封建領主や貴族たちの武装も本来のものとは違っていた（足を守る防具を身に着けて、特別に交配された軍馬に乗っていたはずである）。
- 映画の中でウォレスらは顔を青く塗っているが、これはスコットランドの風習ではなく、古代ケルト人の風習である。ただし、メイキングの中でそれは認めており、絵的に映えるという理由で行ったとしている[3]。
- 映画の冒頭部分で、少年時代のウォレスが納屋の中で吊るされたスコットランドの貴族や盾持ちたちを発見する。この事件は「エアー（Ayr）の納屋事件」として知られているが、この事件を伝えているのは、15世紀頃（つまり200年ほど後）のウォレスに関する伝記作家ブラインド・ハリー（盲目のヘンリー）の、半ば伝説を含むような伝記のみである。加えてその記述では、スターリング・ブリッジの戦いと同じ1297年の事件として記されている。
- ロバート・ブルースの父がハンセン病患者として描かれているが、実際にハンセン病に罹って病死したのはロバート・ブルース自身[4]である。
- エドワード1世が初夜権をこの戦争中に行使していたとする記録は一切ない。
- 「ブレイブハート」という言葉は、ウォレスに対して使われたことはないが、ロバート・ブルースに対して使われたことはある。ジェームズ・ダグラス（黒ダグラス）は、イスラム教徒に対する十字軍の際に、ロバートの心臓を戦意高揚のために持ち出しており、待ち伏せを受けた際には、ロバートの心臓の収められた箱を前に放り投げながら「勇者の心臓よりも前に! 汝に続かざればダグラスは死ぬであろう」（Onward braveheart! Douglas shall follow thee or die）と叫んだとされる。

## 考慮される政治的影響
政治評論家たちの中には、この映画が1990年代半ばから終わりにかけて盛り上がったイギリスからの「独立」をめぐるスコットランド独立運動の政治的な展望に影響を与えたと主張する者もいる。
この映画は、イングランドによるスコットランド支配の感情的な側面をよく描き出している。その情景は、1980年代から1990年代にかけてのスコットランドにおける保守党政権の不人気と関連して考えられた。また、スコットランドにおけるナショナリズム感情の高まりに寄与し、1997年の総選挙の結果に影響を与えたという説もある。1997年の総選挙において、スコットランドにおける下院72議席のうち3議席を有していたスコットランド国民党（SNP, Scottish National Party）は6議席を獲得し、勢力を倍増させた。また、総選挙における労働党の勝利が、スコットランド議会の設置を問う1997年9月11日の住民投票に繋がった。

## サウンドトラック
映画自体と同様に、『ブレイブハート』のサウンドトラックも大きなセールスを記録している。サウンドトラックは、『エイリアン2』（1986年）、『アポロ13』（1995年）、『タイタニック』（1997年）、『スターリングラード』（2001年）を手がけている作曲家ジェームズ・ホーナーによって制作された。ロンドン交響楽団の演奏による。
作曲された楽曲は、スコットランド音楽とケルト音楽を統合したものとして捉えられている。1997年には続編が発売された。インターナショナル盤およびフランス盤が発売されている。オリジナル・アルバムは77分の演奏が収められており、それぞれが映画の象徴的なシーンから取られている。
メインテーマをトランスミュージシャンのDJ Sakinがリミックスした「Protect Your Mind」が、ドイツのチャートで3位、イギリスのチャートで4位を記録した。

### 『Braveheart』（1995年）
日本盤は『ブレイブハート オリジナル・サウンドトラック』として、ユニバーサルから1995年9月25日に発売された。曲名も翻訳されている。以下に挙げるのは原曲名である。
1. Main Title (2:51)
2. A Gift of a Thistle (1:37)
3. Wallace Courts Murron (4:25)
4. The Secret Wedding (6:33)
5. Attack on Murron (3:00)
6. Revenge (6:23)
7. Murron’s Burial (2:13)
8. Making Plans/ Gathering the Clans (2:05)
9. “Sons of Scotland” (6:19)
10. The Battle of Stirling (6:07)
11. For the Love of a Princess (4:07)
12. Falkirk (4:
13. Betrayal & Desolation (7:48)
14. Mornay’s Dream (1:18)
15. The Legend Spreads (1:09)
16. The Princess Pleads for Wallace’s Life (3:38)
17. “Freedom”/The Execution/ Bannockburn (7:24)
18. End Credits (7:12)

### 『More Music from Braveheart』（1997年）
続編的なアルバムで、実際の映画から多くの「語り」が収められ、物語性が増している。日本盤は『モア ミュージック フロム ブレイブハート』として、ユニバーサルから1998年5月13日に発売された。曲名は翻訳されているが「語り」の対訳は付属していない。以下に挙げるのは原曲名である。
1. Prologue/ "I Shall Tell You of Williams..." (dialogue-Robert the Bruce) (3:35)
2. Outlawed Tunes on Outlawed Bag Pipes (2:03)
3. The Royal Wedding (dialogue-Robert the Bruce) (2:12)
4. "The Trouble with Scotland" (dialogue-King Edward the Longshanks) (0:40)
5. Scottish Wedding Music (1:14)
6. Prima Noctes (1:46)
7. The Proposal (dialogue-Wallace and Murron) (1:35)
8. "Scotland is Free!" (dialogue-Wallace) (0:17)
9. Point of War/Jonny Cope/Up in the Morning Early (traditional) (2:59)
10. Conversing with the Almighty (dialogue-various) (1:20)
11. The Road to the Isles/ Grendaural Highlanders/ The Old Rustic Bridge by the Hill (traditional) (3:52)
12. "Son of Scotland!" (dialogue-Wallace) (12:09)
13. Vision of Murron (1:45)
14. "Unite the Clans!" (dialogue-Wallace) (0:23)
15. The Legend Spreads (dialogue-Storytellers) (1:07)
16. "Why Do You Help Me?" (dialogue-Wallace and Princess Isabelle) (0:37)
17. For the Love of a Princess (previously released score) (4:05)
18. "Not Every man Really Lives" (dialogue-Wallace and Isabelle)
19. "The Prisoner wishes to Say a Word (dialogue-The Executioner and Wallace) (3:43)
20. "After the Beheading" (dialogue-Robert the Bruce) (1:48)
21. "You Have Bled for Wallace!" (dialogue-Robert the Bruce) (1:22)
22. Warrior Poets (dialogue-Wallace) (0:29)
23. Scotland the Brave/ The Badge of Scotland/ The Meeting of the Waters (traditional) (2:47)
24. Leaving Glenhurqhart/ The Highland Plaid/ Jock Wilson's Ball (traditional) (3:32)
25. Kirkhill/ The Argyllshire Gathering/ The Braemar Highland Gathering (traditional) (4:08)

## 関連作品
- アウトロー・キング スコットランドの英雄
- For Freedom - 日本のロックバンド・［Alexandros］の楽曲。作詞・作曲・ボーカルを務めた川上洋平が「『ブレイブハート』に影響を受けた」と公言している。